# Noctitrella berezini
Noctitrella berezini är en insektsart som beskrevs av Andrej Vasiljevitj Gorochov 2003. Noctitrella berezini ingår i släktet Noctitrella och familjen syrsor. Inga underarter finns listade i Catalogue of Life.